# Bernard Coy

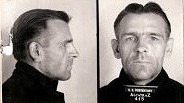
Bernard Coy

Bernard Paul Coy (* 13. Februar 1901 in Kentucky; † 3. oder 4. Mai 1946 auf Alcatraz, San Francisco) war ein US-amerikanischer Bankräuber. Coy wurde als Anführer einer Häftlingsrevolte im Hochsicherheitsgefängnis Alcatraz im Jahre 1946 berühmt, die als „Battle of Alcatraz“ in die Geschichte einging.

## Leben
Coy war 1937 wegen der Beteiligung am Überfall auf die Bank von New Haven, bei der er und seine Komplizen 2175 US-$ erbeuteten, zu einer fünfundzwanzigjährigen Haftstrafe verurteilt und noch im selben Jahr in Alcatraz inhaftiert worden (Häftlingsnummer: #415 - AZ). 1937 beteiligte er sich dort an einem (friedlichen) Häftlingsstreik, 1939 wurde er in einer Messerstecherei mit Joe Varsalona verletzt.

## Die Schlacht um Alcatraz
Bereits bei seiner Verurteilung wegen schweren Raubes kündigte Coy, der zuvor aus mehreren anderen Gefängnissen hatte fliehen können, an, dass selbst Alcatraz ihn nicht würde halten können. Am 2. Mai 1946 versuchte Coy gemeinsam mit seinen Mithäftlingen Joe Cretzer (dies war bereits sein zweiter Fluchtversuch), Marvin Hubbard, Sam Shockley, Miran Thompson und Clarence Carnes aus Alcatraz zu fliehen. Die Absicht der Häftlinge bestand darin, Personal der Strafanstalt als Geiseln zu nehmen, sich gewaltsam Zugang zu einem Transportschiff des Gefängnispersonals zu verschaffen und so von der Insel zu fliehen. Mit improvisierten Waffen gelang es dem Sextett tatsächlich, zwei Zellenblocks sowie mehrere Aufseher und deren Waffen in ihre Gewalt zu bringen. Der Schlüssel zum Ausgang des Zellentraktes fiel den Ausbrechern in spe jedoch nicht in die Hände, da der zuständige Wärter diesen zunächst an seinem Körper verbergen und später in der Toilettenschüssel der Zelle, in der die Sträflinge ihn gefangen hielten, versenken konnte.
Die Sträflinge verschanzten sich daraufhin für einige Tage im Zellentrakt und versuchten mit der Gefängnisleitung zu verhandeln. Diese rief indessen Polizeikräfte und die Marines zu Hilfe und ließ den Zellentrakt belagern. Nach ergebnislosen Verhandlungen und mehreren Schusswechseln starben Coy, der Anführer und Planer der Revolte sowie Hubbard und Cretzer in der Nacht vom 3. auf den 4. Mai 1946. Ihre Leichen wurden nach der Erstürmung des Gebäudes im Korridor gefunden, der exakte Zeitpunkt des Todes war jedoch nicht mehr feststellbar. Die übrigen drei Aufständischen ergaben sich. Allerdings wurden Miran Thompson und Sam Shockley später wegen ihrer Rolle bei der „Schlacht um Alcatraz“ zum Tode verurteilt. Sie wurden am 3. Dezember 1948 im San Quentin Gefängnis in der Gaskammer hingerichtet. Insgesamt wurden neben den drei Häftlingen auch zwei Wärter, William Miller und Harold Stites, getötet, sowie achtzehn weitere verletzt.

## Film
In Verfilmungen der Schlacht von Alcatraz wurde Coy von Ronnie Cox (Alcatraz: The Whole Shocking Story, 1980) und von David Carradine ("Six against the Rock", 1987) dargestellt.

## Weblink
- Fluchtversuche von Alcatraz (engl.)

| Personendaten    | Personendaten                          |
| ---------------- | -------------------------------------- |
| NAME             | Coy, Bernard                           |
| ALTERNATIVNAMEN  | Coy, Bernard Paul (vollständiger Name) |
| KURZBESCHREIBUNG | US-amerikanischer Bankräuber           |
| GEBURTSDATUM     | 13. Februar 1901                       |
| GEBURTSORT       | Kentucky                               |
| STERBEDATUM      | 3. Mai 1946 oder 4. Mai 1946           |
| STERBEORT        | Alcatraz                               |